# 颜石生
颜石生（1952年2月—2007年2月），男，湖南攸县人，1971年加入中国共产党。中华人民共和国政治人物。

## 生平
颜石生生于攸县，曾在攸县下辖的网岭公社、莲塘坳公社、新市镇、丫江桥乡任职，1988年出任攸县党委常委、副县长、副书记:84，1992年12月，升任中共攸县党委副书记、县人民政府县长:138-139。
1993年9月，颜石生来到邻近的醴陵市，担任该市党委副书记、市人民政府市长。1995年12月，升任中共醴陵市委书记。此后他相继担任中共株洲市委常委、市委组织部长，中共株洲市委副书记等职务。
2003年2月，颜石生接替肖雅瑜担任株洲市人民政府市长，2007年2月24日，他因病在株洲市长任上逝世，享年55岁。